# Mydas testaceiventris
Mydas testaceiventris är en tvåvingeart som beskrevs av Macquart 1850. Mydas testaceiventris ingår i släktet Mydas och familjen Mydidae. Inga underarter finns listade i Catalogue of Life.